# Turacoena
A Turacoena a madarak osztályának galambalakúak (Columbiformes) rendjébe, a galambfélék (Columbidae) családjába és a galambformák (Columbinae) alcsaládba tartozó nem.

## Rendszerezésük
A nemet Charles Lucien Jules Laurent Bonaparte írta le 1843-ban, az alábbi 2 vagy 3 faj tartozik ide:
- timori kormosgalamb (Turacoena modesta)
- Manado galamb (Turacoena manadensis)
- Turacoena sulaensis[1] vagy Turacoena manadensis sulaensis